# إدوين سيمبسون
إدوين سيمبسون (بالإنجليزية: Edwin Simpson)‏ (21 يناير 1909 في المملكة المتحدة - 31 أغسطس 1973 في المملكة المتحدة) هو لاعب كرة قدم بريطاني (وحمل سابقاً جنسية المملكة المتحدة لبريطانيا العظمى وأيرلندا) في مركز الدفاع. لعب مع نادي كرو ألكساندرا ونادي نيلسون وCraghead United F.C. ‏.